# Rejon Siyəzən
Rejon Siyəzən (azer. Siyəzən rayonu) – rejon we wschodnim Azerbejdżanie. 